# Tang-klass Typ 096
Tang-klass,  Typ 096 eller 09-VI (kinesisk beteckning) är en klass av kinesiska atomdrivna ubåtar med kärnvapenbestyckade ballistiska robotar (SSBN).
Typ 096 bedöms bli ungefär 150 meter lång och vara bestyckad med den ballistiska roboten JL-3 (SLBM).
Typ 096 kommer sannolikt att byggas under första delen av 2020-talet och blir en efterföljande generation till Jin-klassen.